# Trygodes basisignata
Trygodes basisignata là một loài bướm đêm trong họ Geometridae.